# Antoni Krzyżanowski

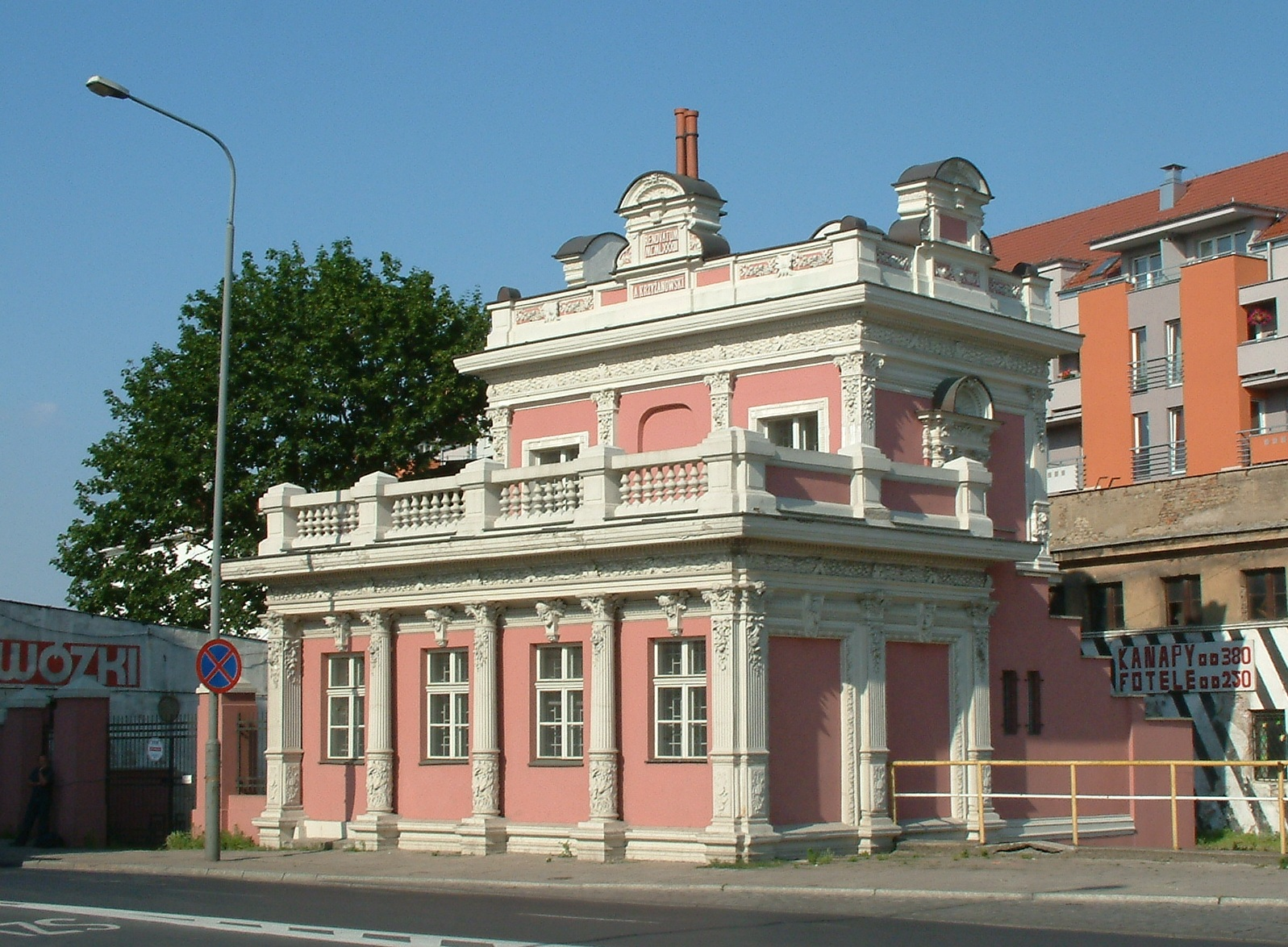
Kantor Krzyżanowskiego na Garbarach

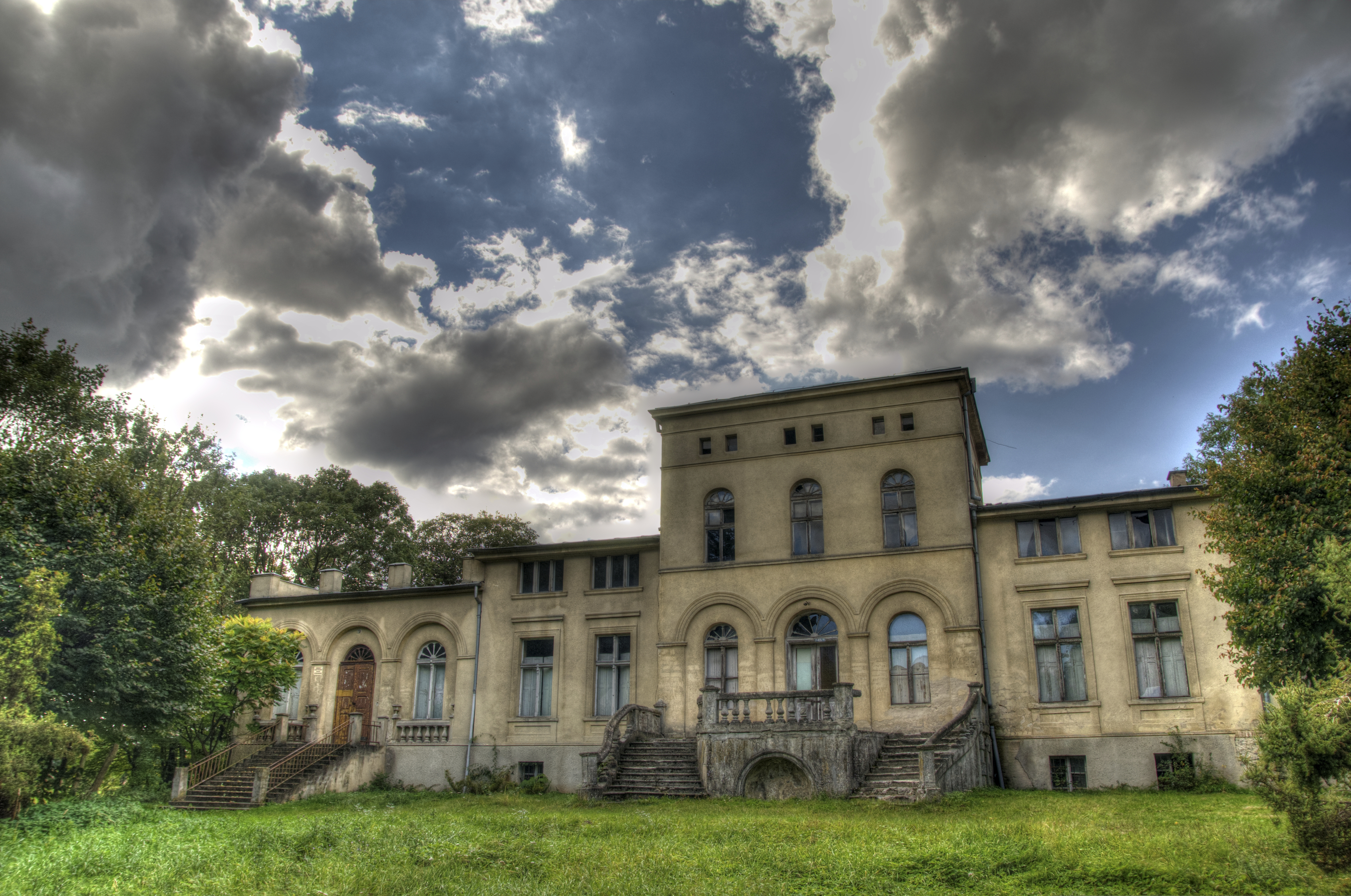
Pałac w Pakosławiu

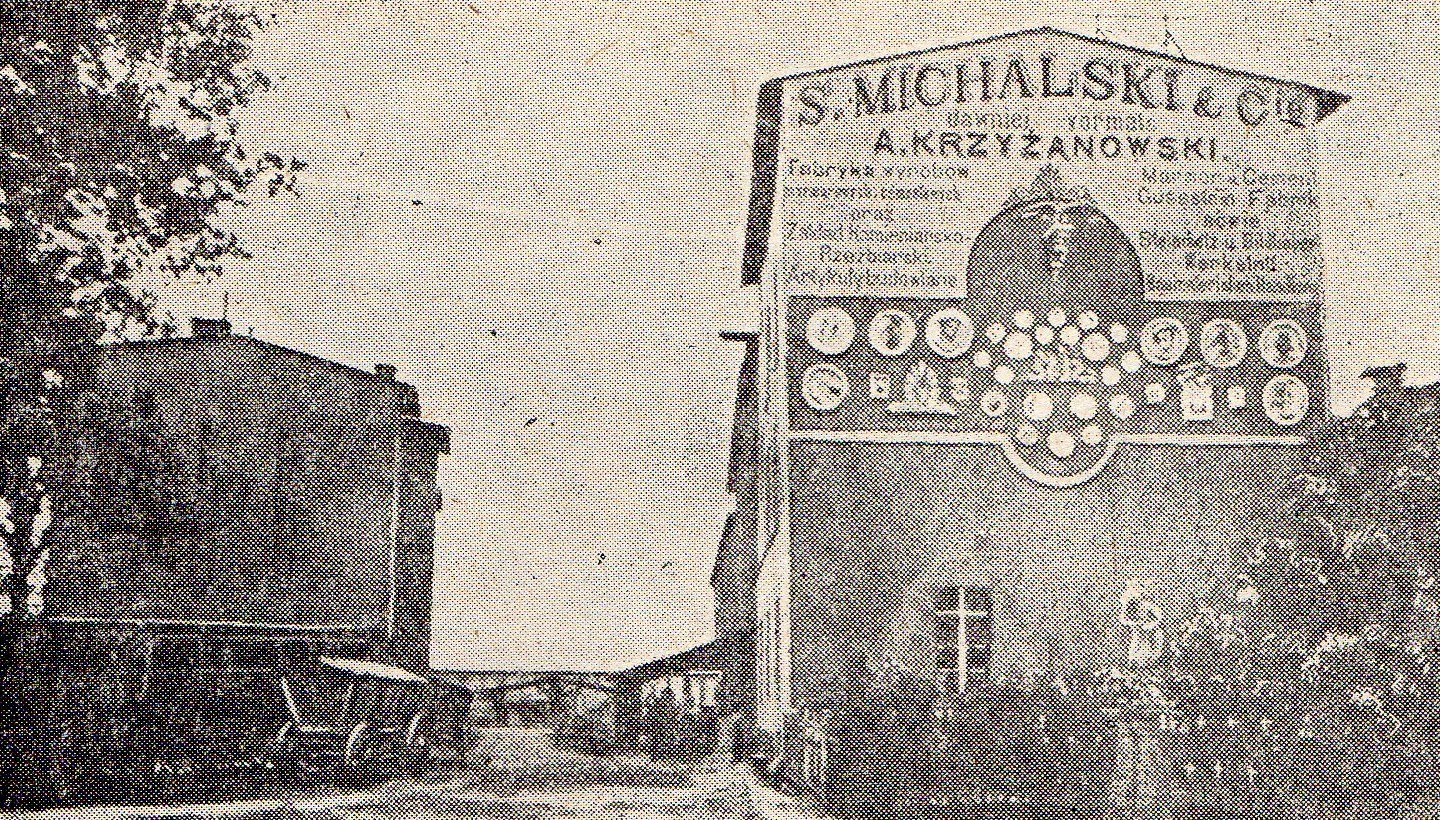
Fabryka Michalski & Krzyżanowski przy ul. Piaskowej

Antoni Krzyżanowski (ur. 23 października 1808 w Poznaniu, zm. 21 stycznia 1895 tamże) – cieśla, budowniczy, przedsiębiorca, społecznik, działacz niepodległościowy.

## Wykształcenie
Ukończył gimnazjum w Poznaniu, następnie kontynuował naukę na Berlińskiej Akademii Budownictwa. Za postępy w nauce otrzymał nagrodę. Z niewyjaśnionych przyczyn studiów nie ukończył. W Kórniku rozpoczął naukę miernictwa. Kierował produkcją (w Warszawie) oraz naprawą (w Modlinie) broni podczas powstania listopadowego w 1835. Po powstaniu listopadowym rozpoczął naukę ciesielstwa w Poznaniu, którą ukończył egzaminem na mistrza w 1835.
Podczas dwuletniej podróży po Europie spotykał się z budowniczymi i projektantami (m.in. z Franciszkiem Lancim), pracował w cesarskim biurze budowy mostów w Wiedniu, odwiedził Lombardię, Szwajcarię, Niemcy i Holandię.

## Budowle
Po powrocie do Poznania współpracował z Ernstem Steudenerem i Augustem Sollerem. Zrealizował w zakresie prac ciesielskich takie inwestycje jak:
- dom dla dyrektora Zakładu Psychiatrycznego w Owińskach,
- siedziba Ziemstwa Kredytowego,
- kościół św. Piotra.

Wraz z Ernstem Steudenerem nadzorował prace przy budowie Hotelu Bazar w Poznaniu.
Otrzymywał zlecenia na projekty i realizacje budynków, np.:
- dwór w Pakosławiu (zlecenie od Emilii Sczanieckiej),
- dwór w Posadowie (zlecenie od Antoniego Łąckiego),
- Hotel Francuski (1857–1858),
- kamienica przy pl. Wiosny Ludów,
- odbudowa kościoła i budowa klasztoru we Wronkach.

Był powoływany na posiedzenia Komisji Wykonawczej (Towarzystwo Akcyjne do Budowy Teatru Polskiego) w 1871 oraz Komisji Budowlanej (gmach biblioteki i muzeum Poznańskiego Towarzystwa Przyjaciół Nauk). Ligia Wilkowa, historyk sztuki, przypisuje mu wykonanie płyt epitafijnych arcybiskupa Teofila Wolickiego i ks. Jana Korytowskiego w poznańskiej katedrze oraz kolumny z orłem dla fontanny przy Zielonych Ogródkach, jak również płyty pamiątkowej na pamiątkę Odsieczy Wiedeńskiej na gmachu PTPN.

## Zakład
Był przedsiębiorcą produkującym elementy ozdobne fasad i wnętrz budynków. Posiadał zakład na Małych Garbarach (odlewnia oraz wyrób materiałów instalacyjnych m.in. rur wodociągowych i gazowych) oraz przy ul. Piaskowej (piece wapienne). Przypisuje się Krzyżanowskiemu wykonanie płyt epitafijnych arcybiskupa Teofila Wolickiego i ks. Jana Korytowskiego w katedrze poznańskiej oraz kolumny z orłem dla fontanny przy Zielonych Ogródkach.
Przy ul. Garbary wzniósł Kantor Krzyżanowskiego. W jego zakładzie wykonano obelisk z piaskowca poświęcony Janowi Kochanowskiemu, który w 1889 stanął na Ostrowie Tumskim.

## Praca społeczna
Jako działacz społeczny był zaangażowany w organizowanie Domu Przemysłowego i Banku Włościańskiego, Towarzystwa Pożyczkowego oraz Banku Ziemskiego (1886), trzykrotnie był prezesem Towarzystwa Przemysłowego. Należał do Poznańskiego Towarzystwa Przyjaciół Nauk (Wydział Przyrodniczy i Techniczny). Inicjował utworzenie Towarzystwa Pożyczkowego, uczestniczył w zakładaniu min. Domu Przemysłowego, Banku Włościańskiego, Banku Ziemskiego.
Był animatorem podejmowania przez Polaków studiów na akademiach budowlanych. Organizował szkolnictwo zawodowe, inicjował tworzenie rodzimych zakładów wytwórczych. Był współtwórcą i skarbnikiem pierwszej w Poznaniu ochotniczej straży pożarnej pn. Ochotnicze Towarzystwo Ratunkowe (1845 r.), a w latach 1861–1872 straży zawodowej pn. Towarzystwo Ratunkowe. Od początku istnienia Poznańskiego Towarzystwa Przyjaciół Nauk był aktywnym członkiem wydziału przyrodniczego potem technicznego, prowadząc jako praktyk wykłady i współdziałając w organizowanych przez Towarzystwo akcjach społecznych i imprezach naukowych. Położył zasługi dla rozwoju polskiej oświaty w Poznaniu kierując akcją kształcenia młodzieży rzemieślniczej w wieczorowej szkole, prowadzonej przez Towarzystwo Przemysłowe oraz współdziałając w założeniu w 1880 r. Towarzystwa Czytelń Ludowych.

## Życie prywatne
11 kwietnia 1837 roku ożenił się z Marianną Weroniką z Ciszewskich (siostrzenicą Karola Marcinkowskiego). Miał z nią trzy córki: Kazimierę, która zmarła krótko po urodzeniu, Katarzynę, która wyszła za mąż za inż. Napoleona Urbanowskiego, powstańca styczniowego i pracownika Zakładów Cegielskiego, oraz Barbarę, a także trzech synów: Tadeusza, Stanisława i Józefa.

## W kulturze
Jest jednym z bohaterów polskiego serialu historycznego Najdłuższa wojna nowoczesnej Europy w reżyserii Jerzego Sztwiertni. Odtwórcą jego roli był Stanisław Gawlik.